# Assentament indi
Vegeu també, reclamació d'assentaments indis.
Un assentament indi és una subdivisió censal esbossada pel Departament d'Afers Aborígens i Desenvolupament del Nord del Canadà del Govern del Canadà amb propòsits censals. Aquestes àrees tenen almenys 10 bandes índies que hi viuen més o menys permanentment a l'àrea assenyalada. Estan situades habitualment en Terra de la Corona en possessió del govern federal o provincial i no s'han apartat per a l'ús i benefici d'una banda índia com és el cas de les reserves índies.

## Vista
- Llista d'assentaments indis d'Alberta
- Llista d'assentaments indis de Quebec